# 12585 Кетшварц
12585 Кетшварц (12585 Katschwarz) — астероїд головного поясу, відкритий 7 вересня 1999 року.
Тіссеранів параметр щодо Юпітера — 3,407.